# Роберт I (герцог Бара)
Роберт I (фр. Robert I de Bar; нем. Robert I von Bar; 18 ноября 1344 — 12 апреля 1411) — граф Бара и сеньор Муссона с 1352, маркграф Понт-а-Муссона с 13 марта 1354, герцог Бара с 1354, младший сын Генриха IV, графа Бара, и Иоланды, дочери графа де Марль Роберта де Дампьера.

## Биография
Роберт родился за месяц до смерти отца. У него был старший брат Эдуард — также ещё ребёнок, и регентом графства стала их мать Иоланда. В детстве братья были настолько слабы, что мать попросила для них от папы Климента VI освобождение от запрета на мясную пищу во время постов.
Эдуард умер в 1352 году бездетным, и графство унаследовал 7-летний Роберт.
Возникла проблема из-за регентства, потому что Иоланда отказалась от дальнейшего управления. Она собиралась замуж за Филиппа Наваррского, графа де Лонгвиль — брата короля Наварры Карла II Злого. Тот был противником Жана II Доброго, короля Франции, которому был невыгоден подобный брак. С другой стороны, графиня Суррей Жанна де Бар, дочь графа Генриха III де Бара, сообщила королю Франции, что готова взять на себя регентство. 5 июня 1352 года парламент Парижа постановил, что графство Бар находилось под опекой короля, который сделал регентом Жанну де Бар 27 июля того же года. Иоланда, первоначально отказавшаяся от регентства, отменила своё решение и собрала войска для борьбы с Жанной. Король Жан II был вынужден вмешаться и заставить Иоланду отказаться от её притязаний (2 июля 1353 года).
13 марта 1354 года восточная часть владений графов де Бар, находившаяся под юрисдикцией Священной Римской империи, получила статус маркграфства Понт-а-Муссон (нем. Муссенбрюк). Это вызвало несоответствие в титулах Роберта, так как на первом месте стоял титул маркграфа, хотя главенствующие земли в его владениях располагались вокруг Бар-ле-Дюка и находились под сюзеренитетом короля Франции. Чтобы устранить это недоразумение, король Иоанн II возвел Бар в ранг герцогства (однако без статуса пэрства).
Поражение французской армии при Пуатье в 1356 году лишило Жанну де Бар поддержки Жана II, который попал в плен. Иоланда возобновила регентство, и Роберт был посвящён в рыцари в декабре того же года.
Его объявили совершеннолетним 8 ноября 1359 года. Он принимал участие в коронации короля Карла V в Реймсе 19 мая 1364 года, а затем Карла VI 4 ноября 1380 года. В правление Карла V в 1374 году участвовал в нескольких военных кампаниях в Нормандии против англичан.
Старший сын Роберта, Генрих, умер в 1398 году, раньше отца. Его второй сын, Филипп, был в турецком плену, последние известия о нём относятся к 1404 году. В 1401 году Роберт составил завещание в пользу своего третьего сына Эдуарда, предоставив ему узуфрукт в виде герцогства. С этим не согласился его внук Роберт, сын Генриха де Марля, и в 1406 году состоялся процесс в парламенте Парижа, который завершился неудачно для него в 1409 году — Роберт де Марль получил компенсацию в 1413 году в виде титулов графа де Марль и (как наследник своей матери) графа де Суассон, но герцогства так и не смог добиться. Его дядя Эдуард выиграл процесс в 1411 году и получил Бар в виде узуфрукта. Четыре года спустя Роберт де Марль, герцог Эдуард и его младший брат Жан, сеньор де Пюизе, погибли в битве при Азенкуре.
Во времена правления Карла VI Безумного Роберт стоял на стороне герцога Людовика I Орлеанского, но после его убийства в 1407 году из-за подагры был вынужден оставаться в герцогстве. Он умер в 1411 году и был похоронен в церкви Сен-Макс в Бар-ле-Дюке.

## Брак и дети
Жена: Мария де Валуа (18 сентября 1344 — 15 октября 1404), дочь Жана II Доброго и Бонны Люксембургской. Дети:
- Иоланда (ок. 1364 — 3 июля 1431); муж со 2 февраля 1380: Хуан I (27 декабря 1350 — 19 мая 1396), король Арагона
- Генрих (ок. 1362/1367 — ноябрь 1397/1398), сеньор де Марль
- Филипп (1372 — 28 сентября 1396/после 1404, Никополис), убит в турецком плену; жена: контракт 3 мая 1384, Труа: Иоланда д’Энгиен, дочь Людовика I д’Энгиен, графа де Бриенн.
- Карл (1373—1392), сеньор де Ножан-ле-Ротру с 1391 года
- Мария (март 1374, Понт-а-Муссон — до 1393); муж со 2 августа 1384: Гильом II (22 января 1355 — 10 января 1418), маркграф Намюра
- Эдуард III (1377 — 25 октября 1415, битва при Азенкуре), герцог Бара с 1411
- Людовик (ум. 23 июня 1430), епископ Вердена, кардинал с 1397, герцог Бара с 1415
- Иоланда (ум. 10 января 1421); муж: Адольф IX (ум. 14 июля 1437), герцог Юлиха и Берга
- Жан (1380 — 25 октября 1415, битва при Азенкуре), сеньор де Пюизе
- Бонна (ум. после 1400/1436); муж: Валеран III де Люксембург-Линьи (1455 — 22 апреля 1415), граф де Сен-Поль и де Линьи, коннетабль Франции
- Жанна (ум. 12 января 1402); муж: Теодор II Палеолог (ок. 1364 — 18 августа 1418), маркграф Монферрата и правитель Генуи